# Clement Chukwu
Clement Chukwu, nigerijski atlet, * 7. julij 1973.
Nastopil je na poletnih olimpijskih igrah v letih 1996 in 2000, ko je osvojil zlato medaljo v štafeti 4x400 m.